# Telamonia laecta
Telamonia laecta är en spindelart som beskrevs av Maciej Próchniewicz 1990. Telamonia laecta ingår i släktet Telamonia och familjen hoppspindlar. Inga underarter finns listade i Catalogue of Life.